# World Music Awards
Los World Music Awards fueron una entrega de premios anuales fundados en 1989 bajo el patrocinio Alberto II, príncipe de Mónaco y cofundado por el productor ejecutivo John Martinotti. Los premios distinguían a los artistas musicales con mayores ventas en el mundo, con categorías también escogidas por votación mediante el público.
Hasta el 2003 el espectáculo se llevó a cabo en Monte Carlo. La edición del 2004 se celebró en Las Vegas, Nevada (Estados Unidos) el 15 de septiembre. En 2005 la muestra se celebró en el Teatro Dolby de Los Ángeles, Estados Unidos y en 2006 se celebró el 15 de noviembre en Earls Court en Londres, Reino Unido, que entre ellos figuraron Michael Jackson. En 2007, la ceremonia se celebró en Côte d'Azur. 
La ceremonia se transmitía en América del Norte y América del Sur, en Europa, el Oriente Medio, Japón y el sudeste de Asia, en China, algunas partes de Asia, Australia, Nueva Zelanda, y en África; la audiencia mundial se estima en alrededor de un mil millones de telespectadores, en más de 160 países.
La última edición se celebró en Mónaco en 2014, 35 años después de su fundación.

## Ediciones
Según el funcionario de los premios World Music del sitio web: "El mundo del best-seller de grabación de artistas en las distintas categorías se determinan después de una exhaustiva investigación llevada a cabo por la organización en la certificación y registro de empresas con las cifras de ventas".
| Año         | Ceremonia                      | País    | Ciudad y lugar                              |
| ----------- | ------------------------------ | ------- | ------------------------------------------- |
| 1989 - 2003 | World Music Awards 1989 - 2003 | Mónaco  | Casino d'Monte Carlo, Montecarlo            |
| 2004        | World Music Awards 2004        | USA     | Caesars Palace, Las Vegas                   |
| 2005        | World Music Awards 2005        | USA     | Kodak Theatre, Los Ángeles                  |
| 2006        | World Music Awards 2006        | UK      | Centro de Exhibiciones Earls Court, Londres |
| 2007        | World Music Awards 2007        | Francia | Côte d'Azur                                 |
| 2008        | World Music Awards 2008        | Mónaco  | Club d'Sport, Montecarlo                    |
| 2009        | World Music Awards 2009        | X       | No celebrada                                |
| 2010        | World Music Awards 2010        | Mónaco  | Club d'Sport, Montecarlo                    |
| 2011 - 13   | World Music Awards 2011-13     | X       | No celebradas                               |
| 2014        | World Music Awards 2014        | Mónaco  | Club d'Sport, Montecarlo                    |

### Categorías
- Legend Awards

Legend Awards se dan a los artistas "en reconocimiento de su éxito mundial y destacada contribución a la industria de la música."
Entre los premiados figuran: Ricky Martin, Tina Turner, Laura Pausini, Patti Labelle, Mylène Farmer, Michael Jackson, Madonna, Christina Aguilera, Britney Spears, Alizée, Beyoncé, Destiny's Child, Whitney Houston, Mariah Carey, Kylie Minogue, Elton John, Stevie Wonder, Backstreet Boys, Malú, Ace of Base, Diana Ross, Julio Iglesias, Tina Cousins, Rod Stewart, Lionel Richie, Ray Charles, Cher, Céline Dion, Plácido Domingo, Mary J. Blige, Anastacia, Luciano Pavarotti, Destiny's Child, Prince, Janet Jackson, Carlos Santana, Scorpions, Mónica Naranjo. Beyoncé es la única artista en recibir este premio en 2 ocasiones 
- Chopard Diamond Award

The Chopard Diamond World Music Award es un nuevo premio, dado a los artistas que han vendido más de 100 millones de álbumes en el transcurso de su carrera. Los últimos ganadores son Rod Stewart en 2001, Mariah Carey en 2003, Céline Dion en 2004, Bon Jovi en 2005, Michael Jackson en 2006 y The Beatles en 2008.
- Millennium Awards

Aparte de los artistas más vendedores del mundo en sus diferentes categorías y los artistas nacionales de mayores ventas, también se presentó en 2000 el especial Millennium Awards, que premiaba a los artistas más vendedores del mundo de todos los tiempos. Los premios fueron presentados a Michael Jackson y Mariah Carey en las categorías de artista masculino y femenino, respectivamente.
- World Video Music Awards

Son los nuevos premios dados a los artistas que han expuesto nuevos videos y que han logrado convencer al público en todo el mundo, al igual que categorías como mejor canción o sencillo del año, son algunas de las que la comunidad podrá votar, la categoría más importante es MEJOR VIDEO DEL AÑO, los premios son vía Internet cada fin de año página web  WVMA.COM, Sitio Oficial.

### Cantantes latinos ganadores
Entre los artistas hispanos premiados en la categoría Best Latin Artist (Mejor Artista Latino) o Legend Award (Premio a la Leyenda) se encuentran Mónica Naranjo (tres veces ganadora, 1996: Best Selling Spanish Artist (Latin Edition) 1998: Best Selling Spanish Artist 2010: Best Selling Spanish Artist) Jennifer López, Shakira, David Bisbal, Laura Pausini, Ricky Martin, Luis Miguel, Enrique Iglesias, su padre Julio Iglesias, Plácido Domingo y Carlos Santana, entre otros.